# District de Xuan Loc
Le district de Xuan Loc (en vietnamien: Huyện Xuân Lộc) est un district du sud-est du Viêt Nam appartenant à la province de Đồng Nai. Il s'étend sur 725,84 km2 au sud-est de la province pour une population de 218 753 habitants en 2009. Son chef-lieu est la ville de Gia Ray. C'est ici que se trouve le siège du diocèse de Xuan Loc.

## Administration
Le district est découpé en une ville (Gia Ray) et quatorze communes: Xuân Hòa, Xuân Hưng, Xuân Tâm, Xuân Trường, Xuân Thành, Xuân Hiệp, Xuân Định, Xuân Phú, Xuân Thọ, Xuân Bắc, Suối Cao, Suối Cát, Bảo Hoà et Lang Minh.

## Histoire
Le district a été le théâtre d'une bataille sanglante pendant la Guerre du Vietnam, la bataille de Xuan Loc, en avril 1975.